# Чучук (село)
Чучук (кирг. Чучук) — село в Ноокатском районе Ошской области Кыргызстана. Входит в состав айылного аймака имени Токтомата Зулпуева.

## География
Село расположено в западной части области, на расстоянии приблизительно 2 километров (по прямой) к востоку от города Ноокат, административного центра района.

## Население
Согласно оценочным данным Национального статистического комитета Кыргызской Республики, численность населения села на начало 2023 года составляла 2549 человек.
| год     | 2009 | 2014 | 2015 | 2020 | 2021 | 2023 |
| ------- | ---- | ---- | ---- | ---- | ---- | ---- |
| человек | 2022 | 2192 | 2215 | 2378 | 2468 | 2549 |